# 索利馬納山 (查查斯區)
15°19′52″S 72°09′44″W / 15.33111°S 72.16222°W
索利馬納山（Solimana），是秘魯的山峰，位於該國南部阿雷基帕大區，由卡斯蒂利亞省的查查斯區負責管轄，屬於奇拉山脈的一部分，海拔高度5,242米。